# Mechelen-Brüsszeli főegyházmegye
A Mecheleni főegyházmegye vagy Mechelen-Brüsszeli érsekség (hollandul: Aartsbisdom Mechelen-Brussel) a belga katolikus egyház kitüntetett szereppel bíró püspöksége. Az érsekség egyike a Belgium területén létrehozott nyolc püspöki kerületnek, élén a mindenkori mechelen-brüsszeli érsek áll, aki egyben a belga katolikus egyház prímása.
A főegyházmegye székesegyháza a mecheleni Szent Rumbold-katedrális, valamint társszékesegyháza, a brüsszeli Szent Mihály és Szent Gudula-székesegyház. Jelenlegi főpásztora Godfried Danneels bíboros, a Belga Katolikus Püspöki Konferencia elnöke.
Központi fekvése miatt a Bruggei egyházmegye kivételével minden belga egyházmegye szomszédos a főegyházmegyével. A főegyházmegye fennhatósága kiterjed Flamand-Brabant, Vallon-Brabant tartományokra, a Brüsszel fővárosi régióra, valamint Antwerpen tartomány nyolc közigazgatási körzetére.

## Története
A mecheleni egyházmegye jelenlegi ragját 1559-ben II. Fülöp spanyol király uralkodása alatt kapta. Fülöp függetleníteni akarta a Tizenhét Tartományt egyházi szempontból a szomszédos Német-római Birodalomtól, illetve a Francia Királyságtól. Mechelen mellett Utrecht és Cambrai püspökségét emelte még főegyházmegyei rangra.

## Terület és szervezete

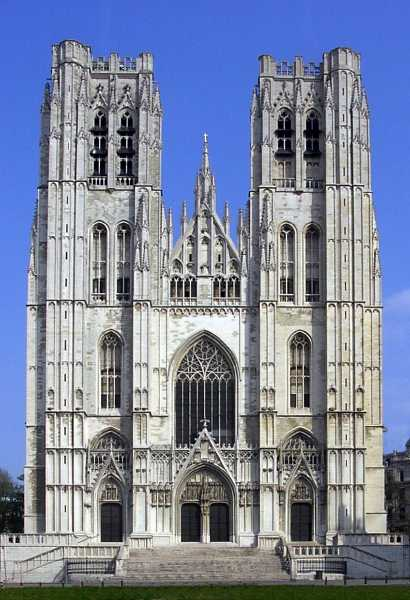
A brüsszeli Szent Mihály és Szent Gudula-katedrális

A főegyházmegye teljes területe 3.635 km², területén mintegy 2,5 millióan laknak. 2007-ben 705 pap működött a főegyházmegyében, illetve más egyházmegyékből 145 papot rendeltek ide. Emellett 92 esperes, 197 világi személy, 160 kolostor és 425 apácazárda volt. Utóbbiakban 2003-ban 1419 szerzetes és 3139 apáca élt.
A környező országok (Hollandia, Németország) gyakorlatával ellentétben Belgiumban nem áll rendelkezésre adat a főegyházmegyében élő katolikusok számáról, a keresztelések és az egyházi esküvők, stb. számáról. Az utolsó rendelkezésre álló adat 1998-ból származik.
Az érsek székhelye Mechelenben, a Szent Rumbold-katedrális háta mögött, a Wollemarkt 15 cím alatt található érseki palotában van.
Belgium nyelvi felosztása miatt a főegyházmegye kétnyelvű, és három esperességre osztották fel:
- a kétnyelvű brüsszeli kerület (élén Jozef De Kesel segédpüspök)
- a flamand nyelvű Flamand-Brabant és Mechelen kerület (Jan De Bie püspök)
- a francia nyelvű Vallon-Brabant kerület (Remy Vancottem püspök)

A főegyházmegye működését ezen felül még három szakirányú főesperesség segíti:
- A holland és francia nyelvű oktatás esperessége, élén Joseph Portaels és Jean Janssens esperesek
- A hitéletért felelős esperesség, élén Martha Lathouwers és Elisabeth Schmid nővérek
- A főegyházmegye működéséért felelős esperesség, élén Patrick du Bois esperes.

Az esperességek munkáját a főesperes (az érsek egyik legfőbb segítője), Etienne Van Billoen koordinálja.
A francia nyelvű kerület Brüsszel déli határainál kezdődik, az elmúlt években a fővárosból kitelepülők, valamint a Louvain-la-Neuve-ben kialakított francia nyelvű campus miatt a hívők száma gyarapodott.
A flamand nyelvű kerületben lakik a főegyházmegye lakosságának nagy része és ennek megfelelően egyes plébániák, mint például Scherpenheuvel, Halle és Hanswijk (Mechelen városában) meglehetősen zsúfoltak.
A főegyházmegyében 33 esperesség és 660 plébánia működik.

## Működése
Belgium demográfiai sajátosságai miatt a főegyházmegyének különleges kihívásokkal kell szembenéznie. Területén belül megtalálhatók Belgium két nagy nyelvi és kulturális közösségének tagjai, illetve Brüsszelben a nemzetközi intézményekben dolgozó külföldiek és bevándorlók. A szociális és nyelvi változásokkal, szegénységgel és multikulturalizmussal foglalkozó csoportok jöttek létre az egyházmegyén belül, hogy működését segítsék, ezen túl számos alapítványt működtet a szegények, illetve a bevándorlók megsegítésére.
Az oktatás területén nagy jelentőségű a főegyházmegye területén található Leuveni Katolikus Egyetem, amelynek holland nyelvű campusa Leuven-ben, a francia nyelvű Louvain-la-Neuve-ben működik. Mindkét helyszínen jelentős lelkipásztori tevékenység folyik.

## Szuffragán egyházmegyék
- Antwerpeni egyházmegye
- Bruggei egyházmegye
- Genti egyházmegye
- Hasselti egyházmegye
- Liège-i egyházmegye
- Namuri egyházmegye
- Tournai-i egyházmegye

## Szomszédos egyházmegyék
- Tournai-i egyházmegye (délnyugat)
- Genti egyházmegye (északnyugat)
- Antwerpeni egyházmegye (észak)
- Hasselti egyházmegye (kelet)
- Liège-i egyházmegye (délkelet)
- Namuri egyházmegye (dél)